# Rédange
Rédange település Franciaországban, Moselle megyében. Lakosainak száma 1004 fő (2022. január 1.). Rédange Differdange, Hussigny-Godbrange, Thil, Villerupt és Russange községekkel határos.

## Népesség
A település népessége az elmúlt években az alábbi módon változott:
| Lakosok száma | 1074 | 837  | 904  | 863  | 1004 | 954  | 994  | 995  | 996  | 1004 |
|               | 1968 | 1982 | 1990 | 2006 | 2013 | 2015 | 2017 | 2019 | 2020 | 2022 |